# 嚴華 (1912年)

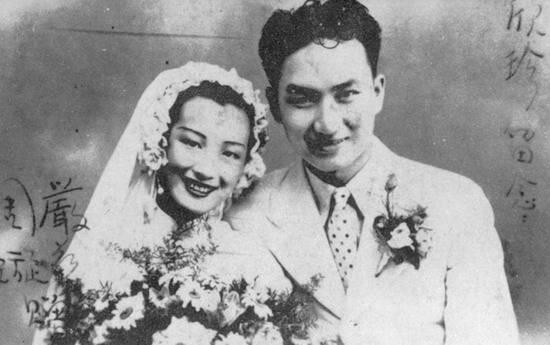
周璇与严华结婚照(1938年)

严华（1912年—1992年1月11日），本名严文新、嚴運華，中国电影配乐作曲家。活跃于20世纪30年代-40年代的上海。主要作品有《孟姜女》、《李三娘》、《三笑》、《董小宛》、《西厢记》、《七重天》等影片的配乐和插歌。严华自己也能唱歌，因与周璇对唱《桃花江》一曲，轰动一时，被誉为“桃花太子”。他曾是影星周璇的丈夫，他们1938年结婚、1941年离婚。与周璇离婚后，他又与潘凤鹃结婚。1949年之后，任中国唱片社上海分社编辑。1992年1月11日在上海逝世。
电影《西厢记》插曲《月圓花好》已经成为中国歌曲的经典，以后被張琪、奚秀兰、邓丽君、费玉清、謝采妘、伊能静、童丽等一代又一代歌手翻唱。
嚴華胞妹嚴斐，早年也活躍於老上海歌壇，1949年以後於天津人民藝術劇院工作。

## 作品
- 《月圓花好》（电影《西厢记》插曲）
- 《苏三采茶》（电影《苏三艳史》插曲）
- 《难民歌》（电影《七重天》插曲）
- 《春花如锦》（电影《孟姜女》插曲）
- 《梦断关山》(电影《李三娘》插曲）
- 《心愿》（电影《三笑》插曲）
- 《长相思》（电影《苏三艳史》插曲）
- 《飘渺歌》（电影《董小宛》插曲）